# Charadrella
Charadrella är ett släkte av tvåvingar. Charadrella ingår i familjen husflugor.
Kladogram enligt Catalogue of Life:
| Charadrella | \| \| Charadrella albuquerquei \| \| \| \| \| \| Charadrella macrosoma \| \| \| \| \| \| Charadrella malacophaga \| \| \| \| |
|             | \| \| Charadrella albuquerquei \| \| \| \| \| \| Charadrella macrosoma \| \| \| \| \| \| Charadrella malacophaga \| \| \| \| |
|             | Charadrella albuquerquei |
|             | |
|             | Charadrella macrosoma |
|             | |
|             | Charadrella malacophaga |
|             | |